# マーク・ウォルフ
マーク・ウォルフ（Mark Wolff、1967年 - ）は、カナダ出身・バンクーバー在住の元モデル、プロデューサー、実業家。主にゲイ・ポルノ界で活動していた。

## 略歴
15歳の頃から自宅でボディービルを始める。2年後にはジムに通うようになり、22歳にてコンテストに出場。出場は10年以上、計15に及び、重量挙げはジュニア国際レベルまで進出した。
転機は1996年、カリフォルニアのベニスに在住していた頃のことであった。ジムにてボディービルのコンテストに向けてトレーニングしている所をコルトマガジン（en）のスカウトに声をかけられ、半年後にジム･フレンチ（en）の撮影で彼の写真がコルトマガジンに掲載された。これをきっかけとして多数のオファーを受けるようになり、彼をメインとした雑誌が完成。1999年からはゲイビデオにも出演するようになった。因みに彼の性的思考はバイセクシャルであるが、ビデオ作品では本番行為は行わない。あくまでも本番の様な形のみである。
またモデル業のかたわら、自ら会社を設立し、自身のサイトでプロデュース活動も始めた。ゲイポルノ俳優のビリー・ヘリントンが、ニコニコ動画を通して有名になるきっかけとなった「Lords of the Lockerroom」も、本来は彼とビリーの二人が主演の作品である。
2009年8月15日、自身のHPにて、ビデオ出演10周年を機に引退を宣言。以降はサイト運営やプロデュース活動などに専念している。その様はビリー曰く「ビジネスマンとしても非常に優秀なナイスガイ」であるという。

## ニコニコ動画の「レスリングシリーズ」での扱い
ニコニコ動画では、ビリー・ヘリントンの『本格的 ガチムチパンツレスリング』に引っ張られる形で話題となり、空耳から由来した「いかりやビオランテ」という愛称で呼ばれている。
動画での対戦場面においての優勢になると調子に乗ってハイテンションになるが、劣勢になると途端に弱気になるという分かりやすい性格、なおかつ対戦相手に一方的に責められる様子が多いという役回り、またアニメのキャラクターを連想させる空耳といった点から、非常に人気が高い。

## 主な出演作品
出演総数は28本（2008年現在）。
- Gladiators
- Lords of the Lockerroom

ヴァン・ダークホーム、ビリー・ヘリントンらと共演
- Wolff Whipped
- Wolff's World
- Prototype